# Каваратти
Каваратти (малаял. കവരത്തി) — остров и город, административный центр индийской союзной территории Лакшадвип.

## География
Остров расположен в архипелаге Лаккадивские острова и имеет площадь 4,22 км².

## Население
Согласно индийской переписи 2009 года, население острова составляет 11 322 человек, практически все из них — мусульмане. Население говорит на языке малаялам.

## Экономика
В Каваратти есть порт, но главная доля в экономике, как и всего Лакшадвипа — туризм. Температура даже летом редко поднимается выше 32 °C, белоснежные пляжи, большая лагуна и отсутствие экологических проблем привлекают посетителей со всего мира.